# Kiringan (Takeran)
Kiringan is een bestuurslaag in het regentschap Magetan van de provincie Oost-Java, Indonesië. Kiringan telt 3368 inwoners (volkstelling 2010).